# E-Girls und E-Boys

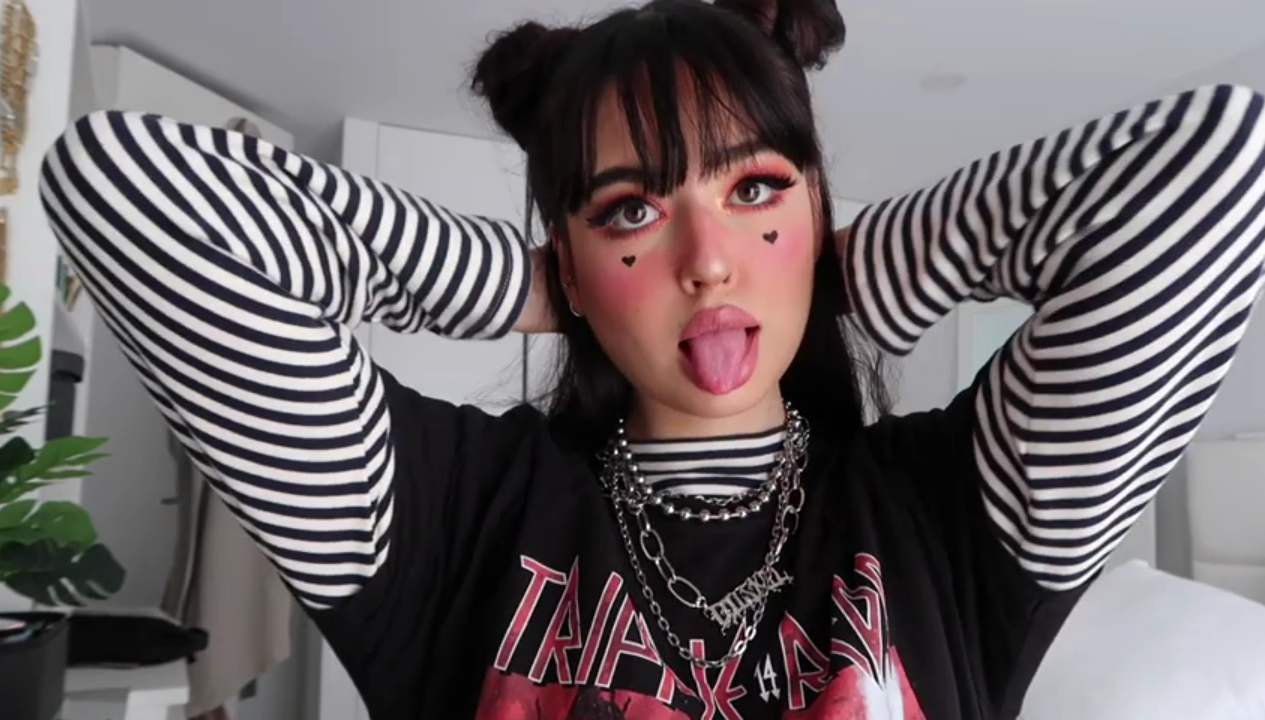
Typische Mode, Make-up und Gestik eines E-Girls

E-Girls und E-Boys, gemeinsam auch als E-Kids bezeichnet, sind eine Jugendkultur der Generation Z, die in den späten 2010er Jahren entstand. Die Kultur ist hauptsächlich in den sozialen Medien präsent und enthält Elemente des Anime, K-Pop, Hip-Hop, Gothic, Rave und Emo.
Die Begriffe sind nicht zwingend geschlechterspezifisch, sondern beziehen sich primär auf zwei verschiedene Modestile: Während der E-Boy ein verletzliches Softboi-Image bedient und sich der Skate-Kultur verschrieben hat, wirkt das E-Girl süß und scheinbar unschuldig.
Videos von E-Girls und E-Boys tendieren häufig dazu, anzüglich bis offen sexuell zu sein; so ist beispielsweise der als Ahegao bekannte Gesichtsausdruck populär.

## Geschichte

### Ursprünge
Die Begriffe E-Girl und E-Boy leiten sich von electronic boy und electronic girl ab, stehen also für Jungen und Mädchen, die mit dem Internet assoziiert werden. E-Girl wurde erstmals in den späten 2000er Jahren als Abwertung gegen Frauen verwendet, von denen man annahm, dass sie online nach männlicher Aufmerksamkeit suchten. Die wahrscheinlich ersten Beispiele für E-Girls wurden auf Tumblr gefunden. Die kulturellen Ursprünge sind dabei strittig: So gibt Vice Media an, dass sich die Kultur aus den früheren Emo- und Szenekulturen entwickelt habe, Vox bezeichnete die Tumblr-Ästhetik stattdessen als Vorläufer der Subkultur, das Magazin Heat führt die Ursprünge der E-Girl-Mode auf die japanische Straßenmode der 2000er Jahre zurück, und Edited beschrieb sie als eine Weiterentwicklung der Emo-, Szenen- und Mall-Goth-Mode, die stark von asiatischen Modestilen wie Anime, Cosplay und K-Pop beeinflusst worden wäre. Als personelle Vorläufer gelten vor allem fiktive Figuren wie Ramona Flowers, Harley Quinn und Sailor Moon, aber auch reale Personen wie Avril Lavigne.
In den späten 2010er Jahren begannen sich E-Boys getrennt von der ursprünglich rein weiblichen Kultur zu entwickeln. Sie nahmen Elemente der Emo-, Mallgoth- und Szenekultur auf. Die Popularität und der spätere Tod des Emo-Rappers Lil Peep beeinflussten die Anfänge der Subkultur; die New York Post bezeichnete ihn als den „musikalischen Schutzpatron des E-Landes“. E-Boys bedienen sich der „Soft-Boy-Ästhetik“, indem sie sich als sensibel und verletzlich darstellen. Dies soll auf eine Veränderung des männlichen Attraktivitätsideals zurückzuführen sein, welches nicht mehr traditionell maskulin sei, sondern Introvertiertheit, Schüchternheit, emotionale Verletzlichkeit und Androgynität umfasse.

### Mainstream-Popularität (ab 2018)

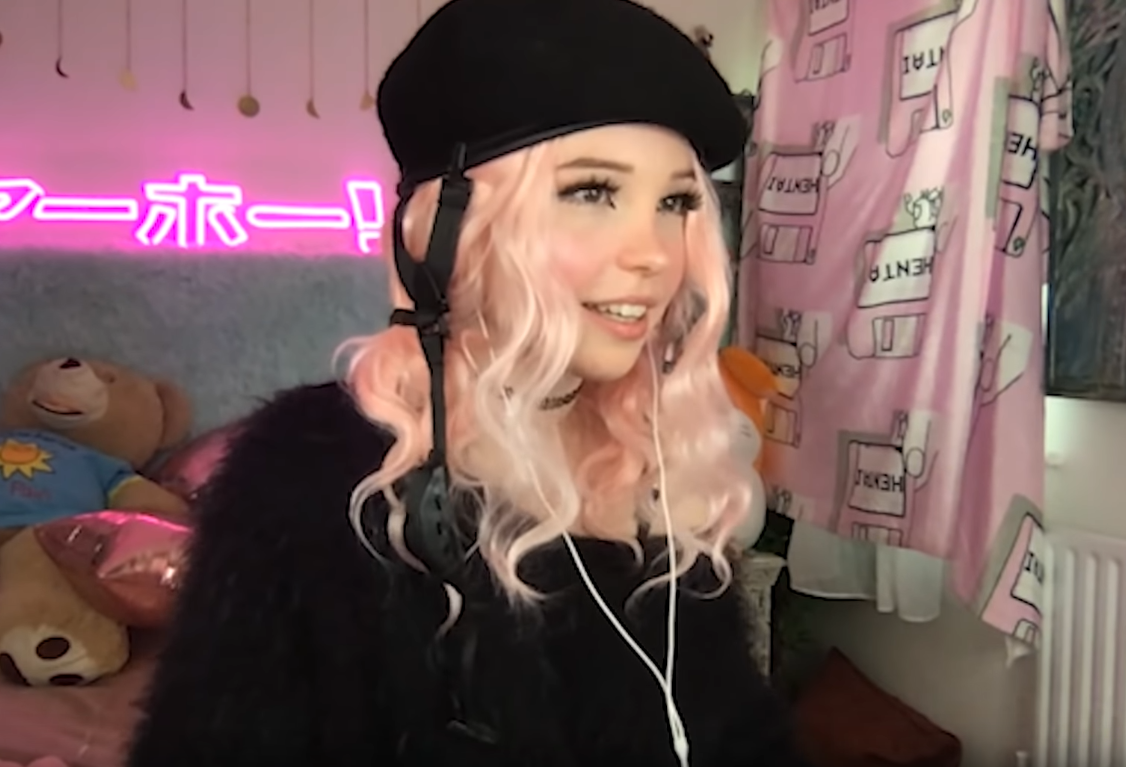
Belle Delphine gilt als Symbol der ersten Welle von E-Girls.

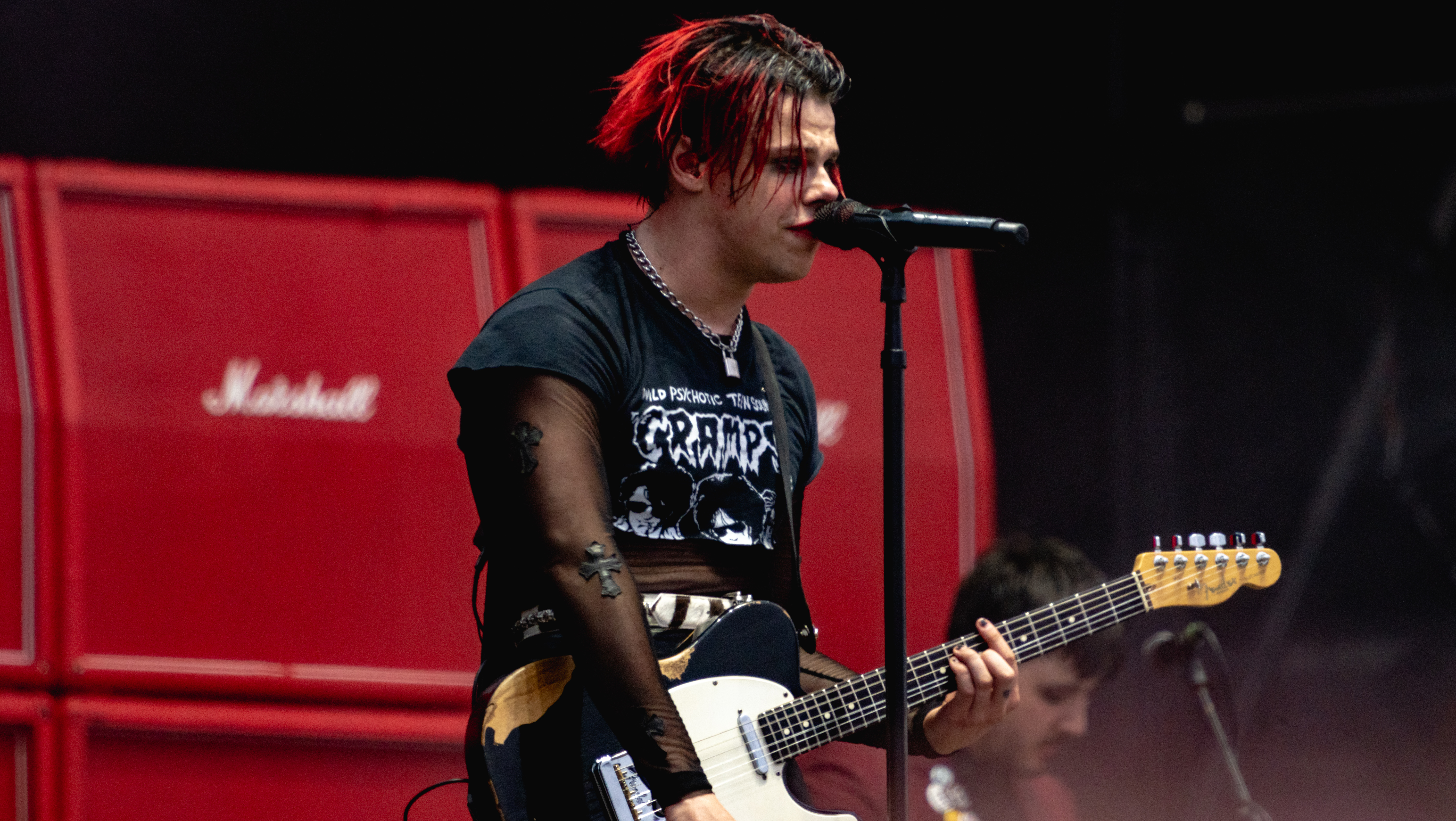
Beispiel eines E-Boys

Die wachsende Popularität der Jugendkultur begann im Jahr 2018 mit der weltweiten Veröffentlichung von TikTok. Die Subkultur erlangte 2019 erstmals Aufmerksamkeit im Mainstream: Die Popularität wird auf das wachsende Interesse an K-Pop-Gruppen wie BTS, Exo und Got7 im westlichen Mainstream zurückgeführt, was mit dem ähnlichen Kleidungs- und Haarstil der beiden zu begründen sei. Auf TikTok und anderen Social-Media-Plattformen entwickelte sich früh ein Video-Trend, in dem sich die Darsteller in ein E-Girl oder E-Boy verwandelten. Laut Vox Media gelangte die Kultur über diesen Trend in den medialen Mainstream. Im Sommer 2019 verhalf die aufkommende Online-Prominenz von Belle Delphine der E-Girl-Kultur zu weiterer Popularität; Business Insider beschrieb Delphine als „Symbol der ersten Welle von E-Girls“. Der Mord an Bianca Devins, einer Anhängerin der Kultur, lenkte die Aufmerksamkeit im Juli 2019 ebenfalls auf die E-Girl-Szene.
Die Kultur gewann 2020 weiter an Bedeutung: Die Vogue veröffentlichte einen Artikel mit Doja Cat, in dem sie über E-Girl-Make-up diskutierte, und „E-Girl-Style“ gehörte in diesem Jahr zu den zehn wichtigsten Modebegriffen in der Google-Suche. Darüber hinaus begannen einige Prominente, die mit E-Girls assoziierte gebleichte Streifenfrisur zu übernehmen, darunter die amerikanische Prominente Kylie Jenner und die britische Sängerin Dua Lipa. Im Juli veröffentlichte der Modedesigner Hedi Slimane eine Vorschau auf eine Kollektion, die von der Mode der E-Boys beeinflusst ist. Ein GQ-Artikel bezeichnete dies als Anzeichen dafür, dass TikTok jetzt die Mode bestimme. Corpse Husbands Song E-Girls Are Ruining My Life! vom September 2020 erlangte auf TikTok große Aufmerksamkeit und war schließlich drei Wochen lang in den UK-Single-Charts. Ende 2020 und Anfang 2021 begannen weitere Modedesigner Kollektionen zu entwerfen, die von der E-Boy-Mode inspiriert sind. Mehrere Magazine bezeichneten E-Boys und E-Girls als ausschlaggebend für das Wiederaufleben des Pop-Punk in den 2020er Jahren.

## Mode
Die Mode der Kultur ist von einer Reihe anderer Subkulturen, Modetrends und Unterhaltungsformen inspiriert, darunter Mall Goth, die Mode der 1990er und 2000er Jahre, Skater-Kultur, Anime, japanische Straßenmode, Cosplay, K-Pop, BDSM, Emo, Hip-Hop, und Rave. Dazed beschrieb die Ästhetik als „ein bisschen Bondage, ein bisschen Baby“. Die Outfits bestehen in der Regel aus ausgeleierten, gebrauchten Kleidungsstücken. Insbesondere manche E-Girls tragen Mesh Shirts, karierte Röcke, übergroße T-Shirts, Crop-Tops, Plateauschuhe, Choker und Mützen, während E-Boys übergroße Pullover oder einfarbige Kleidung und Band-Merchandise über langärmeligen gestreiften Hemden und Rollkragenpullovern tragen. Halsketten, Portemonnaie-Ketten und Ohrringe werden ebenfalls häufig getragen. E-Boys tragen oft einen Curtain Cut, während E-Girls ihr Haar neonfarben (oft rosa oder blau) oder vorne blond gefärbt tragen. Manche binden ihr Haar zu Zöpfen zusammen. So genanntes split-dye hair, zweifarbig gefärbte Haare mit dem Farbwechsel mittig der Frisur, ist bei beiden Geschlechtern üblich.
Sowohl Jungen als auch Mädchen tragen oft starkes Make-up, insbesondere rosa Rouge auf den Wangen und der Nase, um Anime zu imitieren. Falsche Sommersprossen, ungepflegter Nagellack und Eyeliner sind üblich. Die YouTuberin Jenna Marbles hat ein Video gedreht, in dem sie den Make-up-Stil eines E-Girls nachahmt und ihn als eine Mischung aus Harajuku, Emo und Igari-Make-up bezeichnet, wobei letzteres ein japanischer Make-up-Stil ist, der einen Kater (Alkoholintoxikation) imitiert. Einige E-Girls übermalen ihr Philtrum mit Lippenstift, um ihre Lippen runder aussehen zu lassen. Ein auffälliges Element des E-Girl-Make-ups sind Stempel unter den Augen, oft in Herzform – ein Trend, der von Marina Diamandis beeinflusst wurde.

## Beispiele
- Doja Cat, US-amerikanisches E-Girl, später auch erfolgreiche Musikerin
- Belle Delphine, britisches E-Girl und Instagram-Model,[48] später auch Pornodarstellerin[49]